# Temde-Leuchten

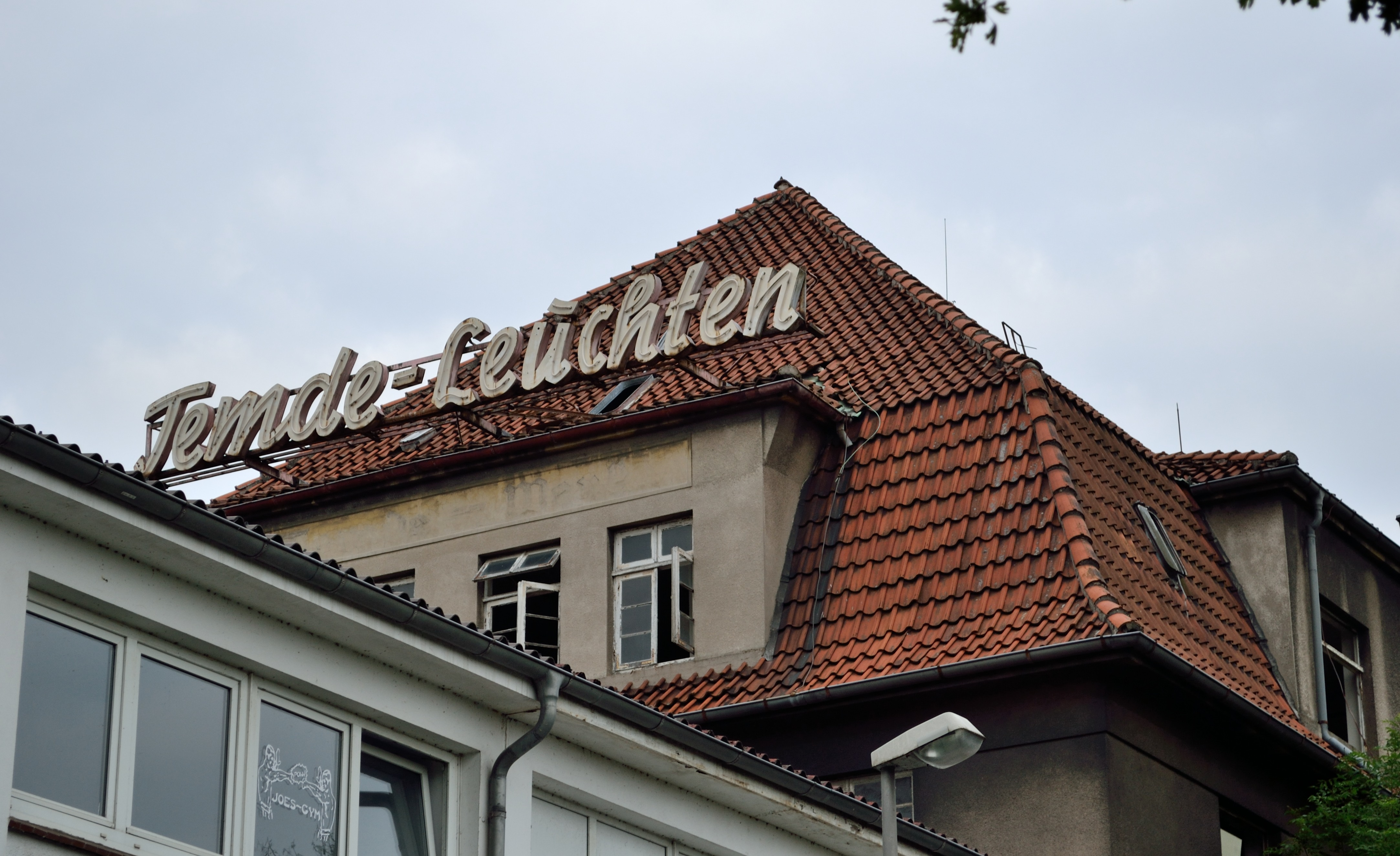
Nord-Ost-Seite mit Firmenschriftzug

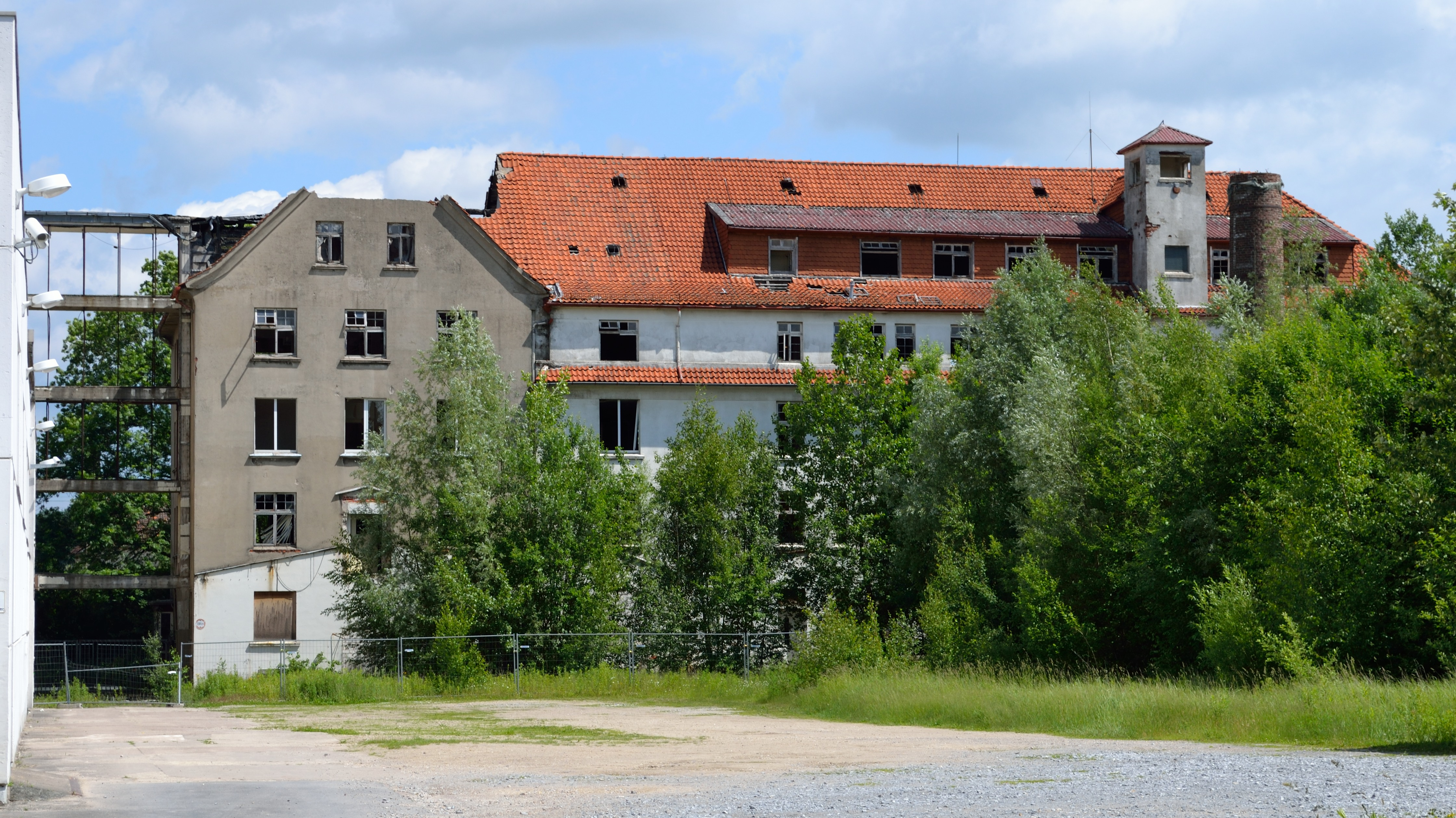
Südseite der ehemaligen Lampenfabrik

Temde-Leuchten bzw. Temde AG war ein deutsch-schweizerischer Hersteller von Beleuchtungskörpern mit Hauptsitz in Detmold (Nordrhein-Westfalen) und Nebensitz in Sevelen im Kanton St. Gallen. Seit 2023 wird die Marke Temde von der eQ-3 AG weiter geführt.

## Geschichte

### Von der Gründung 1911 bis 1945
Fritz Müller, später Fritz Müller-Temde (1889–1964), Sohn eines Möbelfabrikanten aus dem Lipper Land, erkannte schon frühzeitig, dass die zu Beginn des 20. Jahrhunderts einsetzende Elektrifizierung des Alltags einen steigenden Bedarf an Beleuchtungskörpern für den Wohnbereich mit sich bringen würde, welcher zu dieser Zeit noch weitestgehend als gewerblicher Nebenzweig etablierter Firmen der Metall- oder Holzverarbeitung befriedigt wurde. So setzte er auf Spezialisierung und gründete 1911 in Detmold ein Unternehmen zur Herstellung von Beleuchtungskörpern unter der Firma TEMDE (Kürzel aus dem Namen Theodor Müller, Vater des Firmengründers, und dem Unternehmenssitz Detmold). Dieses sollte sich in den folgenden Jahren zu einem der größten Unternehmen in Detmold entwickeln.
In den ersten Jahren wurden ausschließlich Holzleuchten produziert: Die Kombination elektrischer Beleuchtungsteile mit dem klassischen Naturprodukt Holz bildete mit dem vorherrschen Einrichtungsgeschmack eine Einheit und traf damit den Nerv der avisierten Käufergruppe. Neben Leuchten für den Privathaushalt fertigte TEMDE auch Sonderproduktionen für öffentliche Einrichtungen und gewerbliche Betriebe wie Hotels, Gaststätten oder Kirchen. Die stete Entwicklung neuer Leuchtenmodelle, die Verbesserung der Verarbeitungsqualität, innovative Verfahren zur Herstellung von Holzkörpern und umfangreiche Werbemaßnahmen sicherten den wirtschaftlichen Erfolg des Unternehmens. 
So wurde schon 1930 das noch relativ junge Medium Film genutzt und ein zweiteiliger Lehrfilm über die Herstellung von Lampen in den TEMDE-Werken gedreht. Er befindet sich heute – ebenso wie weitere Filme bzw. Werbefilme aus den Jahren 1936, 1951 und 1961 (englischsprachig!) – in den Beständen des LWL Medienzentrums für Westfalen.
Zunehmend wurde auch exportiert, sodass die Exporterlöse bald einen großen Teil des Gesamtumsatzes darstellten. Nachdem infolge der Weltwirtschaftskrise ab 1930 die Absatzmöglichkeiten im Ausland durch hohe Zölle und Abgaben unrentabel wurden, entschloss sich Fritz Müller zum Aufbau eines rechtlich selbstständigen Tochterunternehmens im schweizerischen Sevelen. Diese TEMDE AG produzierte ab den 1930er-Jahren auch Beleuchtungskörper aus modernen Werkstoffen wie Chrom und Glas.
Von den Auswirkungen der Wirtschaftspolitik des NS-Regimes ab 1933 – d. h. einer zunehmenden Ausrichtung der deutschen Wirtschaft auf Kriegsproduktion – blieb auch TEMDE nicht verschont: Sie wurde in die Rüstungsproduktion einbezogen und stellte u. a. Schichtpressholzplatten für Panzer her.

### Die Nachkriegsjahre
In der Nachkriegszeit waren die Produktion und der Vertrieb von Holzleuchten aus Gründen knapper Materialien und unsicherer Absatzmöglichkeiten nur bedingt möglich. Das in der Rüstungsproduktion angewendete Holzwerkstoffverfahren wurde zur Grundlage neuer Leuchtkonzepte. Der Einsatz von Fuß- oder Mittelteilen aus Pressholz oder von Furnier umklebten Metallstäben ermöglichte den Aufbau ganz neuer Kollektionen. Obwohl Fritz Müller die betriebliche Infrastruktur ausbaute und TEMDE Mitte der 1950er-Jahre 250 Grundmodelle anbot, profitierte das Unternehmen nicht so stark vom allgemeinen Wirtschaftsboom der 1950er-Jahre. Der aufkommende Preiswettbewerb, der Mangel an kompetenten Arbeitskräften und eine stärkere internationale Konkurrenz schwächten die Betriebsergebnisse.
Zu einem Hingucker der 1970er-Jahre wurde die von der Decke bis zum Boden herabhängende Holzperlenleuchte, bei der eine Kaskade von Holzperlensträngen die Leuchtkörper umgab.
In den 1970er-Jahren folgte eine verstärkte Hinwendung zu den Werkstoffen Metall, Glas und Kunststoff und zu einem sachlich-modernen Design.
Die Tischleuchte Nr. 5683 mit Plexischale (Design Charles Keller, St. Gallen) erhielt 1983 den iF Product Design Award.

### Das Ende
Begleitet von der durch Marktsättigung nach der Befriedung des kriegsbedingten Nachhol- und Ersatzbedarfs generellen Krise der deutschen Möbelindustrie kam 1986 das „Aus“ für TEMDE-Leuchten in Detmold. Der Unternehmensgründer Fritz Müller-Temde, der auch zu den geistigen Vätern der 1946 gegründeten Nordwestdeutschen Musikakademie Detmold gehörte, hat das Ende des Unternehmens nicht mehr erlebt, er verstarb 1964. Die seit Jahren leer stehende Fabrikanlage in Detmold stand als Wohnanlage für Studenten zur Diskussion. Für 2012 hat sich die Stadt Detmold als einen stadtplanerischen Arbeitsschwerpunkt die Revitalisierung der ehemaligen TEMDE-Fläche vorgenommen.
Die TEMDE AG im schweizerischen Sevelen, die in den 1930er-Jahren auch einige Patente eintragen lassen konnte, 
produzierte noch einige Jahre – sie wurde im Jahr 2000 aus dem Handelsregister der Schweiz gelöscht.
Eine Übernahme des Hauptsitzes durch die Stadt Detmold erfolgte 2020. Die Gebäuderuine wurde 2023 abgerissen. Es ist geplant, auf dem Areal eine Kindertagesstätte zu errichten.

### Weiterführung der Marke TEMDE
Die Wortmarke Temde wurde im Jahr 2017 durch die eQ-3 AG angemeldet, die seit 2023 wieder Leuchten unter der Marke anbietet.

## Straße
Nach dem Unternehmen ist am ehemaligen Firmengelände die Temdestraße benannt.